# Kružberk
Kružberk (en allemand : Kreuzberg) est une commune du district d'Opava, dans la région de Moravie-Silésie, en République tchèque. Sa population s'élevait à 238 habitants en 2021.

## Géographie
Kružberk se trouve à 8 km au nord-ouest de Vítkov, à 20 km au sud-ouest d'Opava, à 42 km à l'ouest d'Ostrava et à 235 km à l’est de Prague.
La commune est limitée par Nové Lublice au nord, par Moravice et Staré Těchanovice à l'est, par Svatoňovice au sud, et par Budišov nad Budišovkou et Jakartovice à l'ouest.

## Histoire
La première mention écrite de la localité date de 1377.

## Transports
Par la route, Kružberk se trouve à 11 km de Vítkov, à 26 km d'Opava, à 63 km d'Ostrava et à 303 km de Prague.